# バドリテ
バドリテ（Gbadolite）は、コンゴ民主共和国の都市。人口113,807人（2004年）。北ウバンギ州の州都である。

## 概要
中央アフリカ共和国との国境をなすウバンギ川から12km南に位置する。

## 歴史
バドリテは1970年代まで静かな農村だったが、ザイールの独裁者モブツ・セセ・セコの母親の生地だったため、モブツが莫大な費用を投じ、この地に宮殿を建て、街を整備しインフラを整えた。
バドリテ宮殿は「ジャングルのヴェルサイユ」と呼ばれ、なにもないジャングルの中に贅を尽くした3つの宮殿が建てられ、ウバンギ川に造られたダムから電力が安定供給され、コンコルドも発着できる巨大な国際空港が建設されて大統領専用機が離着陸するようになった。モブツはバドリテに住んで指令を出すことも多かったため、閣僚や側近たちもバドリテに邸宅を立て、高校や総合病院も建設されて、バドリテは屈強な大統領警護隊に守られた別天地となっていた。
1997年5月16日、ローラン・カビラ率いる反政府軍が首都キンシャサに迫るとモブツは全財産を抱えてバドリテに逃げ込み、ここで一時反攻をもくろんだが、結局反攻を断念しモブツは5月18日にモロッコのラバトへと亡命し、バドリテは新政府軍の支配下にはいった。
その後、1998年にウガンダの支援する反政府組織MLCがこの地方を征圧し、議長ジャンピエール・ベンバ率いるMLCはバドリテに本部を置いてカビラと対立した。
バドリテに残されたモブツの宮殿は、2010年現在、略奪された後の廃墟として現存する。